# Descarburizado

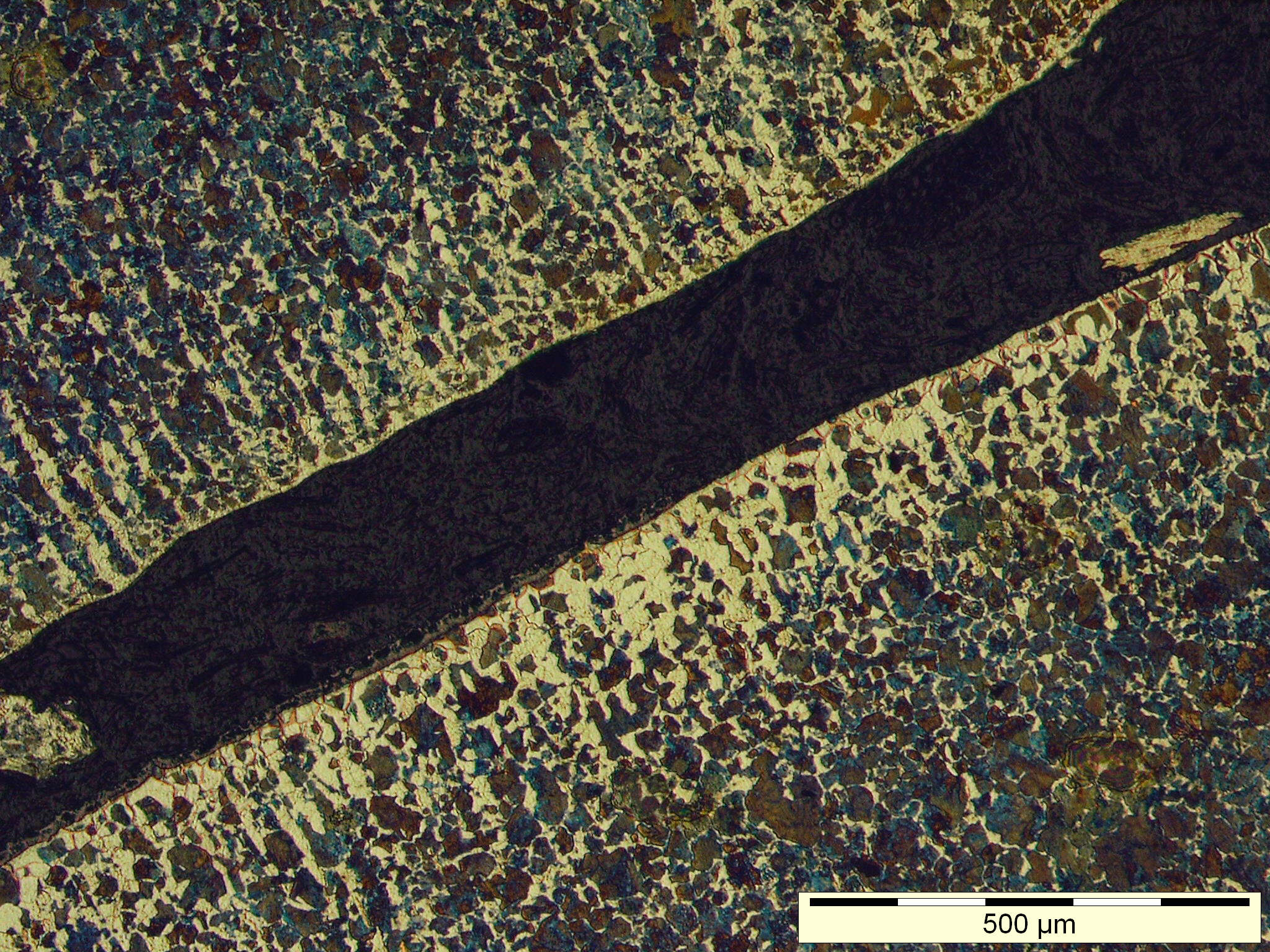
Metalografía de una descarburación superficial parasitaria (no intencionada) de un acero recocido directamente al aire sin gas protector inerte (N_{2}, Ar)

El descarburizado (también denominado descarburación o descarbonización) es el proceso opuesto al carburizado, es decir, la disminución del contenido de carbono de un material determinado.
El término se usa típicamente en metalurgia, describiendo la disminución del contenido de carbono en los metales (generalmente, en el acero). El descarburizado se produce cuando el metal se calienta a temperaturas de 700 °C o más, de forma que el carbono del metal reacciona con gases que contienen oxígeno o hidrógeno. La eliminación del carbono elimina las fases con carburo duro, lo que da como resultado un ablandamiento del metal, principalmente en las superficies que están en contacto con el gas de descarburizado.
El descarburizado puede ser ventajoso o perjudicial, según la aplicación para la que se vaya a utilizar el metal. Por lo tanto, es algo que se puede introducir como un paso en un proceso de fabricación, o algo que sucede como un efecto secundario de un proceso (como el laminado) y debe prevenirse o revertirse posteriormente (añadiendo un proceso de carburizado).
El mecanismo de descarburizado se puede describir como tres procesos distintos: la reacción en la superficie del acero, la difusión intersticial de átomos de carbono y la disolución de carburos dentro del acero.

## Reacciones químicas
Las reacciones más comunes son:
{\displaystyle {\ce {C + CO2 <=> 2CO}}}
también llamada reacción de Boudouard
{\displaystyle {\ce {C + H2O <=> CO + H2}}}
{\displaystyle {\ce {C + 2H2 <=> CH4}}}
Otras reacciones son:
{\displaystyle {\ce {C + 1/2O2 -> CO}}}
{\displaystyle {\ce {C + O2 -> CO2}}}
{\displaystyle {\ce {C + FeO -> CO + Fe}}}

## Acero eléctrico
El acero eléctrico es un material que utiliza el descarburizado en su producción. Para evitar que los gases atmosféricos reaccionen con el metal, el acero eléctrico se somete a recocido en una atmósfera de nitrógeno, hidrógeno y vapor de agua, donde la oxidación del hierro se previene específicamente controlando las proporciones de hidrógeno y de vapor de agua, de modo que la única sustancia que reacciona es el carbono que se convierte en monóxido de carbono.

## Acero inoxidable
El acero inoxidable contiene aditivos que son altamente oxidables, como el cromo y el molibdeno. Dichos aceros solo se pueden descarburizar al reaccionar con hidrógeno seco, que no tiene contenido de agua, a diferencia del hidrógeno húmedo, que se produce de una manera que incluye algo de agua, y que en caso contrario se puede usar para el descarburizado.

## Como efecto secundario
El descarburizado incidental puede ser perjudicial para las propiedades superficiales de los productos (cuando el contenido de carbono es deseable), especialmente si se produce durante el tratamiento térmico o después del laminado o el forjado, porque el material solo se ve afectado hasta cierta profundidad según la temperatura y la duración del calentamiento. Esto puede evitarse utilizando una atmósfera inerte o de presión reducida, aplicando calor resistivo durante un período breve, limitando el tiempo que el material está a altas temperaturas, como se hace en un horno de viga móvil, o mediante el carburizado restaurador, que utiliza una atmósfera de hidrocarburos para transferir carbono a la superficie del material durante el recocido. El material de la superficie descarburizado también se puede eliminar mediante esmerilado.